# Eukoenenia sagarana
Espèce
Eukoenenia sagarana est une espèce de palpigrades de la famille des Eukoeneniidae.

## Distribution
Cette espèce est endémique du Minas Gerais au Brésil. Elle se rencontre dans la grotte Gruta da Morena à Cordisburgo.

## Description
Le mâle holotype mesure 2,020 mm et la femelle paratype 1,900 mm.

## Publication originale
- Souza & Ferreira, 2012 : A new highly troglomorphic species of Eukoenenia (Palpigradi: Eukoeneniidae) from tropical Brazil. Journal of Arachnology, p. 40, no 2, p. 151-158 (texte intégral).